# Катыдъю
Катыдъю (в верховье Щураю) — река в России, протекает по Республике Коми. Устье реки находится в 32 км по правому берегу реки Лапъюга. Длина реки составляет 11 км.
Имеет левый приток — реку Воргаёль, впадающую в Катыдъю на 4-м километре.

## Данные водного реестра
По данным государственного водного реестра России относится к Двинско-Печорскому бассейновому округу, водохозяйственный участок реки — Печора от впадения реки Уса до водомерного поста Усть-Цильма, речной подбассейн реки — бассейны притоков Печоры ниже впадения Усы. Речной бассейн реки — Печора.
Код объекта в государственном водном реестре — 03050300112103000075229.